# Землетрясение годов Хоэй
Землетрясение годов Хоэй (яп. 宝永地震 Хо:эй дзисин) — землетрясение, произошедшее в 14:00 по местному времени 28 октября 1707 года, было сильнейшим в истории Японии до Сендайского землетрясения 2011 года, по масштабу жертв и разрушений превосходя его, но уступая землетрясениям в стране 1896, 1995 и 1923 (тяжелейшему по последствиям) годов.
В результате районам юго-западного Хонсю, Сикоку и юго-восточного Кюсю был нанесён ущерб от среднего до тяжёлого. Землетрясение и вызванное им разрушительное цунами повлекло за собой гибель более пяти тысяч человек. Это землетрясение с магнитудой 8,6, возможно, вызвало извержение вулкана Фудзи, произошедшее 49 дней спустя.